# Terlinques
Terlinques és un jaciment arqueològic de l'edat del bronze localitzat al terme municipal de Villena (Alt Vinalopó, País Valencià), a la partida de Casas de Jordán, a la part alta d'un tossal situat a la riba sud de l'antiga llacuna de Villena. En l'època en què el poblat va estar habitat, aquesta era una zona rica en aigua i espècies animals (cérvols, cabres monteses, aus, rèptils, etc.) i vegetals, amb amplis aiguamolls i àrees entollades a les zones més baixes i boscos d'alzines i pins als estreps muntanyencs.

## Història de les excavacions
El jaciment va ser descobert per l'arqueòleg villener José María Soler García en el curs de les seues exploracions en les dècades de 1950 i 1960. El 1969, va dirigir les primeres actuacions a Terlinques en col·laboració amb la Universitat de València, la qual cosa va posar al descobert dos habitatges destruïts per un incendi i va fer que obtingueren unes de les primeres datacions per a l'edat del bronze a la País Valencià, al voltant del segle xx aC. Els treballs arqueològics es van reprendre el 1997 i han permés corregir, matisar i confirmar diferents aspectes investigats anteriorment, així com reconéixer la continuïtat de l'ocupació des de la seua fundació al voltant de 2150 a. C. fins al seu abandonament definitiu al voltant de 1500 aC, on existeixen tres fases cronològiques diferenciades.

## Estructura del poblat
Les unitats d'habitació giren al voltant de grans espais coberts probablement amb sostrades a un vessant, recolzades en murs de mamposteria travada amb argiles, que es disposen paral·lelament als vessants del tossal. Els murs havien d'estar arrebossats i al seu interior era normal la presència de bancs multifuncionals, llars i un ampli conjunt d'utensilis domèstics, com ara atifells, sacs, cistells, molins i, fins i tot, telers.
Aquesta primera ordenació va ser destruïda cap a 1930 aC, fet que va provocar aleshores una transformació urbanística que va compartimentar l'espai habitat en unitats sensiblement menors, adossades unes a unes altres i separades per murs de mamposteria, i a les quals s'hi accedia des d'un carrer a través d'unes obertures efectuades en la cara nord de les construccions. Aquest carrer, traçat en sentit est-oest al llarg del cim del tossal, es configura com l'element fonamental de les fases més recents. Als habitatges d'aquesta època (entre els segles XVIII a.C. i XVI a.C.) desapareixen les grans àrees d'emmagatzematge, es redueix la superfície habitable i s'especialitzen la majoria de les àrees d'activitat. A més, té lloc una progressiva compartimentació interna de les unitats d'habitació. És possible que l'abandonament final del poblat fora causat per l'emigració cap al Cabezo Redondo, al nord de la llacuna, que al voltant del segle xv aC. es va erigir en una important ciutat de més de 1000 habitants.

## Economia
La base de la seua economia era l'agricultura de cereals, de la qual obtenien fonamentalment blat i ordi i en menor mesura faves i pèsols. Aquestes plantes es conreaven probablement en els plans situats al nord de l'assentament i, una vegada trillat, el blat s'emmagatzemava en sacs d'espart i es conservava a les cases. Existia a més un bon nombre d'animals domèstics, com ara ovelles, cabres, vaques i porcs. D'ells no només s'aprofitava la carn, sinó que també s'obtenien productes derivats com llet, formatge, pells, budells, llana, ossos, banyes, etc. Aquestes activitats bàsiques es complementaven amb la caça, la pesca i la recol·lecció de recursos silvestres.
D'altra banda, empraven l'argila per produir un gran nombre d'atifells ceràmics i peses de teler i, barrejada amb guix, la utilitzaven per arrebossar murs, terres i sostrades. Produïen, a partir de sílex o diabases, falçs, destrals, aixes, malls i percussors. Coneixien la metal·lúrgia del coure (material que adquirien del sud-est de la península), que utilitzaven tant per elaborar ganivets, destrals o punxons com objectes d'adorn. Finalment, també elaboraven instruments i construccions a partir d'elements orgànics com fusta, espart, cuiro i lli, però la dificultat per conservar aquests materials els converteix en el sector artesanal més desconegut.

## Organització social
Al llarg de la història de Terlinques, la població va haver de mantindre's entre 40 i 60 individus, possiblement famílies extenses emparentades. Va haver d'existir una divisió sexual del treball, encara que la comunitat en conjunt participaria en les labors agrícoles, el pasturatge i cria del bestiar, la pesca i la recol·lecció, així com en el manteniment o construcció de les cases. Per tant, va haver de constituir un nucli de poblament pràcticament autosuficient, si bé estretament relacionat amb els molts altres poblats coetanis del corredor de Villena.